# Richard Williamson
Richard Nelson Williamson (n. 8 martie 1940, Londra, Anglia, Regatul Unit – d. 29 ianuarie 2025, Margate, Anglia, Regatul Unit) a fost un episcop catolic britanic, excomunicat de mai multe ori și fără sediu episcopal.

## Viața
Williamson a fost al doilea născut într-o familie anglicană. După terminarea studiului la Universitatea din Cambridge, unde a avut rezultate deosebite, la vârsta de 30 de ani s-a convertit la catolicism. În octombrie 1972 a fost hirotonit preot în Elveția, la Seminarul Internațional St. Pius al X-lea. Între anii 1976-1981 a fost profesor al seminarului din Ecône.
Hirotonirea sa episcopală din anul 1988, neautorizată de Vatican, a dus la excomunicarea sa automată, precum și la excomunicarea lui Marcel Lefebvre, episcopul consacrator. Acesta, refuzând să recunoască deciziile Conciliului Vatican II, întemeiase Societatea Sf. Pius al X-lea.
Ridicarea excomunicării lui Williamson în anul 2009 l-a pus pe papa Benedict al XVI-lea într-o postură dificilă, întrucât  Williamson devenise cunoscut prin negarea existenței holocaustului. În urma luării de poziție a lui Elie Wiesel, care a dus la un val de proteste în lume, papa Benedict al XVI-lea a emis o scrisoare detaliată cu privire la ridicarea excomunicării, în care a clarificat efectele actului respectiv și a reafirmat importanța reconcilierii iudeo-creștine.
În data de 4 octombrie 2012 a fost exclus ca membru din Societatea Sf. Pius al X-lea.